# واکا واکا (این بار برای آفریقا)
واکا واکا (این بار برای آفریقا) (به انگلیسی: Waka Waka (This Time for Africa)) نام آهنگی از خواننده و ترانه‌سرای کلمبیایی، شکیرا می‌باشد. این آهنگ، آهنگ رسمی جام جهانی فوتبال ۲۰۱۰ بود. این آهنگ یک نسخه اسپانیایی نیز دارد. بخشی از این آهنگ به زبان فانگ است.